# ارتفاع ۶/۴۵
ارتفاع ۶/۴۵ فیلمی به کارگردانی سیامک شایقی محصول سال ۱۳۸۵ است.

## بازیگران
- دانیال حکیمی
- فریبا کامران
- روناک یونسی
- کاوه کاویان
- آتش تقی‌پور
- شهین علیزاده